# Douglas Fairbanks jr.
Douglas Elton Ulman Fairbanks (jr.) (New York, 9 december 1909 – aldaar, 7 mei 2000) was een Amerikaans acteur en officier van de United States Navy tijdens de Tweede Wereldoorlog.
Fairbanks werd als zoon van Douglas Fairbanks en Anna Beth Sully geboren. Omdat hij "de zoon van..." was, kreeg hij op 14-jarige leeftijd een contract bij Paramount Pictures. Na een aantal geflopte films ging Fairbanks het theater in, waar hij aangemoedigd werd door zijn vader, stiefmoeder Mary Pickford en Charlie Chaplin.
Fairbanks keerde terug naar de film en maakte een succesvolle overgang naar de geluidsfilm in 1928. Hier kreeg hij meer succes en groeide hij uit tot een populaire acteur op de voorgrond. Hij trouwde met actrice Joan Crawford en verscheen tegenover haar in Our Modern Maidens (1929). Hoewel het huwelijk niet lang duurde, hielden ze er een hechte vriendschap op na.
Tijdens de Tweede Wereldoorlog was Fairbanks officier van de United States Navy. Hierna keerde hij terug naar Hollywood. Zijn laatste film werd in 1981 uitgebracht.
Fairbanks stierf op 90-jarige leeftijd aan een hartaanval.
- Bibsys: 90810821
- Biblioteca Nacional de España: XX1316276
- Bibliothèque nationale de France: cb13893764q (data)
- Gemeinsame Normdatei: 118954849
- International Standard Name Identifier: 0000 0001 2145 7606
- Library of Congress Control Number: n50011598
- MusicBrainz: 28961e56-80b4-44da-aec2-f7430ffcc2f9
- National Archives and Records Administration: 51458785
- Nationale Bibliotheek van Tsjechië: ola2002161299
- Nationale bibliotheek van Australië: 35074115
- Nationale Bibliotheek van Israël: 987007324305005171
- Nederlandse Thesaurus van Auteursnamen: 073268976
- Réseau des bibliothèques de Suisse occidentale: 02-A000060845
- Istituto Centrale per il Catalogo Unico: UBOV071617
- LIBRIS: 340018
- SNAC: w6hm5bs1
- Système universitaire de documentation: 110139038
- Trove: 818782
- Virtual International Authority File: 101713318
- WorldCat: E39PBJpYvw4mBpYvXTBKJXXKh3